# حمدان بن محمد بن خليفة آل نهيان
الشيخ حمدان بن محمد بن خليفة آل نهيان هو أكبر أبناء الشيخ محمد بن خليفة آل نهيان، ولد في الثلاثينيات في مدينة العين.
تقلّد الكثير من المناصب في حكومة أبو ظبي والحكومة الإتحادية فكان أول رئيس لدائرة الأشغال العامة في أبو ظبي. تولى أيضا منصب وزير الأشغال العامة، والصحة، والإسكان، والمعارف في أول حكومة إتحادية لدولة الإمارات العربية المتحدة، ثمّ عُيّن نائبًا لرئيس مجلس وزراء الإمارات من عام 1977 حتى وفاته.
كان هو وإخوته مبارك وطحنون وسيف وسرور من كبار الداعمين للشيخ زايد بن سلطان، وتولوا جميعاً مناصب قيادية. شغل من عام 1977 إلى عام 1989 منصب نائب رئيس الوزراء (وظل منذ عام 1979 يتقاسم هذا المنصب مع رئيس الوزراء السابق مكتوم بن راشد آل مكتوم).

## وفاته
توفي يوم الأربعاء 11 أكتوبر 1989 في أحد المستشفيات الألمانية.

## حياته الخاصة

### نسبه
حمدان بن محمد بن خليفة بن زايد بن خليفة بن شخبوط بن ذياب بن عيسى بن نهيان آل نهيان هو أكبر أبناء الشيخ محمد بن خليفة آل نهيان وأمه: موزة بنت أحمد بن خلف بن عبد الله العتيبة.

### زوجاته وأبناؤه
- تزوّج من الشيخة / موزة بنت شخبوط بن سلطان آل نهيان ولم تنجب.
- تزوّج من الشيخة / مريم بنت عبد الله الفلاسي وأنجبت له:
  - الشيخ خليفة: متزوج من الشيخة موزة بنت مبارك بن محمد آل نهيان
  - الشيخ حمد: متزوج سابقاً ومطلق الشيخه اليازية بنت زايد آل نهيان
  - الشيخ سلطان: متزوج من الشيخة عوشة بنت خليفة بن زايد آل نهيان
  - الشيخ سعيد: متزوج من الشيخة شيخة بنت محمد بن خالد بن سلطان آل نهيان
  - راشد: متزوج من الشيخة بنت طحنون بن محمد آل نهيان
  - الشيخة موزة بنت حمدان: أرملة الشيخ / أحمد بن مبارك آل نهيان.
  - الشيخة سلامة بنت حمدان: حرم الشيخ / محمد بن زايد آل نهيان رئيس دولة الإمارات العربية المتحدة
- تزوّج من الشيخة / عائشة بنت بالعبد الظاهري وأنجبت له:
  - الشيخ نهيان. متزوج من الشيخة سلامة بنت محمد بن خالد آل نهيان
  - الشيخ أحمد. متزوج من الشيخة بنت سلطان بن زايد آل نهيان
  - الشيخ منصور.
  - الشيخة مريم بنت حمدان. مطلقة من الشيخ / عيسی بن زايد آل نهيان
  - الشيخة شيخة بنت حمدان: حرم الشيخ / سعيد بن زايد بن آل نهيان.
  - الشيخة شمسه بنت حمدان: حرم الشيخ / حمدان بن زايد آل نهيان.
- الشيخة فوزية بنت حمدان حرم الشيخ / زايد بن صقر آل نهيان.